# Hemigrammus lunatus
Hemigrammus lunatus är en fiskart som beskrevs av Durbin, 1918. Hemigrammus lunatus ingår i släktet Hemigrammus och familjen Characidae. Inga underarter finns listade i Catalogue of Life.